# Joachim Richert (Schauspieler)
Joachim Richert (* 11. April 1938 in Hamburg; † 20. März 2007) war ein deutscher Schauspieler und Synchronsprecher.

## Leben
Richert feierte sein Debüt im westdeutschen Fernsehen 1966 mit einer kleinen Nebenrolle in Egon Monks Preis der Freiheit, dem 1967 mit Rolf Olsens Wenn es Nacht wird auf der Reeperbahn sein Einstand im Kino folgte. Die nächsten vier Jahrzehnte war er regelmäßig im deutschen Fernsehen und vereinzelt in Kinoproduktionen zu sehen, aber hauptsächlich auf Nebenrollen abonniert. In der Krimireihe Tatort war er zwischen 1971 und 1982 in insgesamt elf Episoden als Kriminalmeister Laumen neben dem populären Tatort-Kommissar Trimmel (Walter Richter) zu sehen.
Neben seiner Arbeit bei Film und Fernsehen war Joachim Richert vor allem langjähriger Sprecher bei dem Hörspiellabel Europa. Seine Stimme lieh er Hörspielreihen wie TKKG, Die fünf Freunde, Masters of the Universe (Stratos) oder Die drei ???. Als Synchronsprecher war er unter anderem für Nick Tate (Mondbasis Alpha 1) und Larry Manetti (Rick in Magnum, ARD-Synchronfassung) die deutsche Stimme. Er sprach auch den Schurken Grantelbart aus der Kinderserie Weihnachtsmann & Co. KG. 
Richert starb am 20. März 2007 nach langer und schwerer Krankheit.

## Filmografie (Auswahl)
- 1963–1966: Hafenpolizei (3 Folgen)
- 1964: Campingplatz (Fernsehfilm)
- 1966–1967:  Cliff Dexter (Fernsehserie) (2 Folgen)
- 1966: Preis der Freiheit
- 1966: Die Gefangenen von Murano
- 1966: Der Kirschgarten
- 1967: Polizeifunk ruft – Mord im Lehrlingsheim
- 1967: Wenn es Nacht wird auf der Reeperbahn
- 1967: Dreizehn Briefe (Fernsehserie)
- 1968: Landarzt Dr. Brock (Fernsehserie): Automarder
- 1968: Drei Frauen im Haus – Ein Blechschaden
- 1969: Polizeifunk ruft – Weiße Rosen um halbzehn
- 1969: Marinemeuterei 1917
- 1969: Die Kuba-Krise 1962
- 1969: Auf der Reeperbahn nachts um halb eins
- 1969: Ein Jahr mit Sonntag
- 1970: Das Millionenspiel
- 1971: Hamburg Transit – Ein Pfirsich aus Kreta
- 1971: Tatort als Kriminalmeister Laumen
  - 1971: Tatort: Kressin und der Laster nach Lüttich
  - 1971: Frankfurter Gold
  - 1971: Tatort: AE612 ohne Landeerlaubnis
  - 1971: Der Richter in Weiss
  - 1972: Tatort: Rechnen Sie mit dem Schlimmsten
  - 1973: Tatort: Platzverweis für Trimmel
  - 1974: Tatort: Gift
  - 1975: Tatort: Als gestohlen gemeldet
  - 1976: Tatort: Trimmel und der Tulpendieb
  - 1977: Tatort: Feuerzauber
  - 1978: Tatort: Trimmel hält ein Plädoyer
  - 1982: Tatort: Trimmel und Isolde
- 1972: Im Auftrag von Madame – Blüten von damals
- 1974: Motiv Liebe (Fernsehserie): Die große Illusion
- 1977: Feuer um Mitternacht
- 1978: Geschichten aus der Zukunft
- 1979: Ein Kapitel für sich
- 1984: Jagger und Spaghetti
- 1984: Tod eines Schaustellers
- 1987–1988: Der Landarzt
- 1987–1992: Großstadtrevier
- 1988: Die letzte Fahrt der San Diego
- 1992: Die Terroristen!
- 1996: Adelheid und ihre Mörder